# Edifici Banc de Sabadell
L'edifici Banc de Sabadell, abans Banc Atlàntic, és un gratacel situat a la confluència de l'Avinguda Diagonal i els carrers de Balmes i París de l'Eixample de Barcelona, catalogat com a bé amb elements d'interès (categoria C).

## Història
Va ser construït entre els anys 1965 i 1968 pels arquitectes Francesc Mitjans i Miró i Santiago Balcells i Gorina com a seu del Banc Atlàntic. Aquest entitat fou adquirida el 2004 pel Banc de Sabadell, i el 2014 es va substituir el rètol del darrer pis de «Banco Atlántico» a l'actual de «BancSabadell».

## Descripció
El seu disseny està inspirat en la Torre Pirelli de Milà, obra de l'arquitecte Gio Ponti i de l'enginyer d'estructures Pier Luigi Nervi.
Amb 23 plantes i 83 m d'alçada, la seva planta és de forma lenticular i s'adapta perfectament a la geometria del xamfrà, separant-se dels edificis veïns per a ressaltar-ne l'esveltesa. Els vèrtexs laterals estan resolts amb paraments opacs, que amaguen els nuclis de comunicació vertical i de servei, i encaixonen una façana resolta amb un mur cortina subdividit en tres trams verticals. El resultat són plantes molt diàfanes, dividides en dos grans espais separats per un passadís de comunicació. A la coberta hi ha un tanc d'aigua per a cas d'incendi.

## Galeria

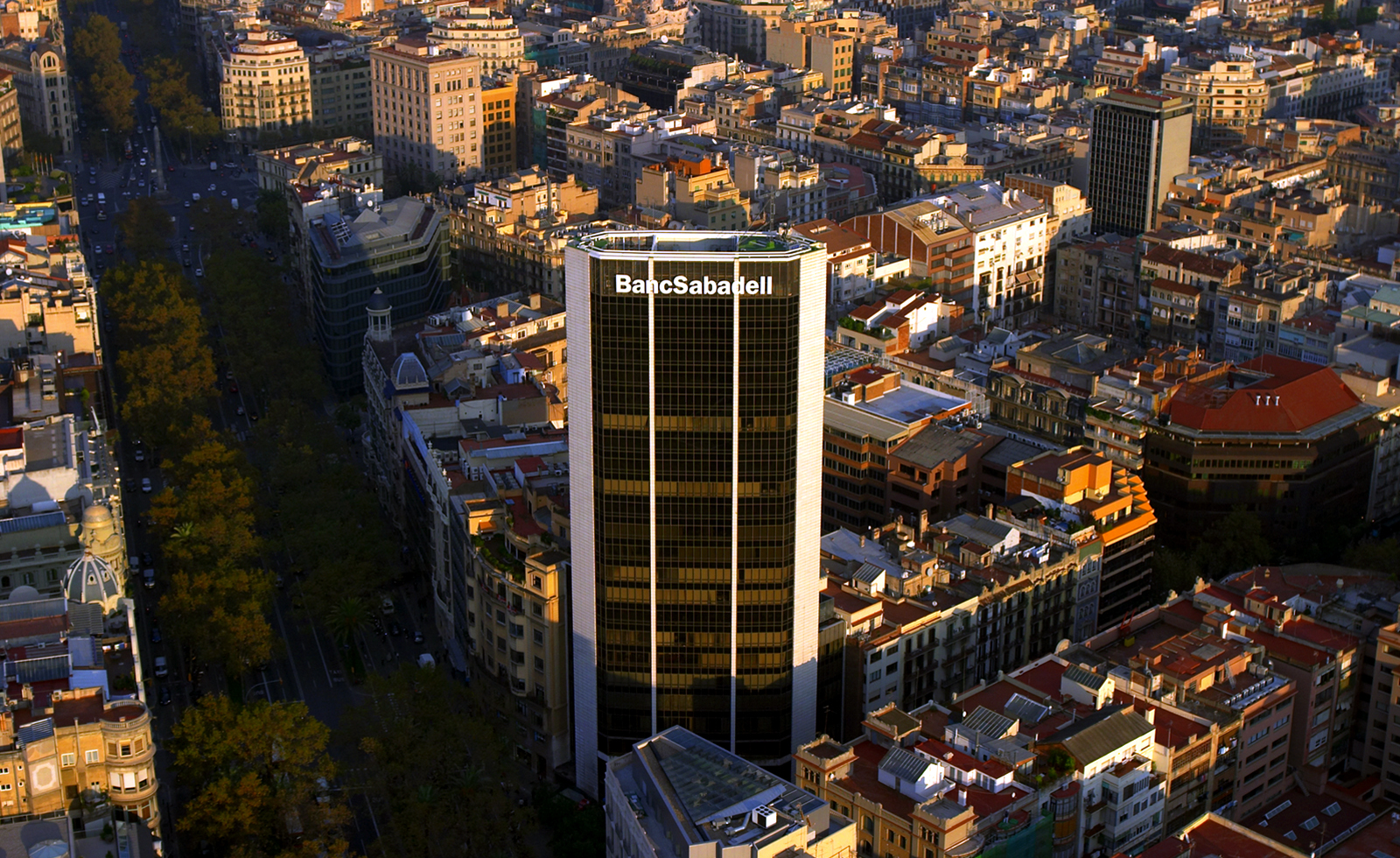
Vista aèria
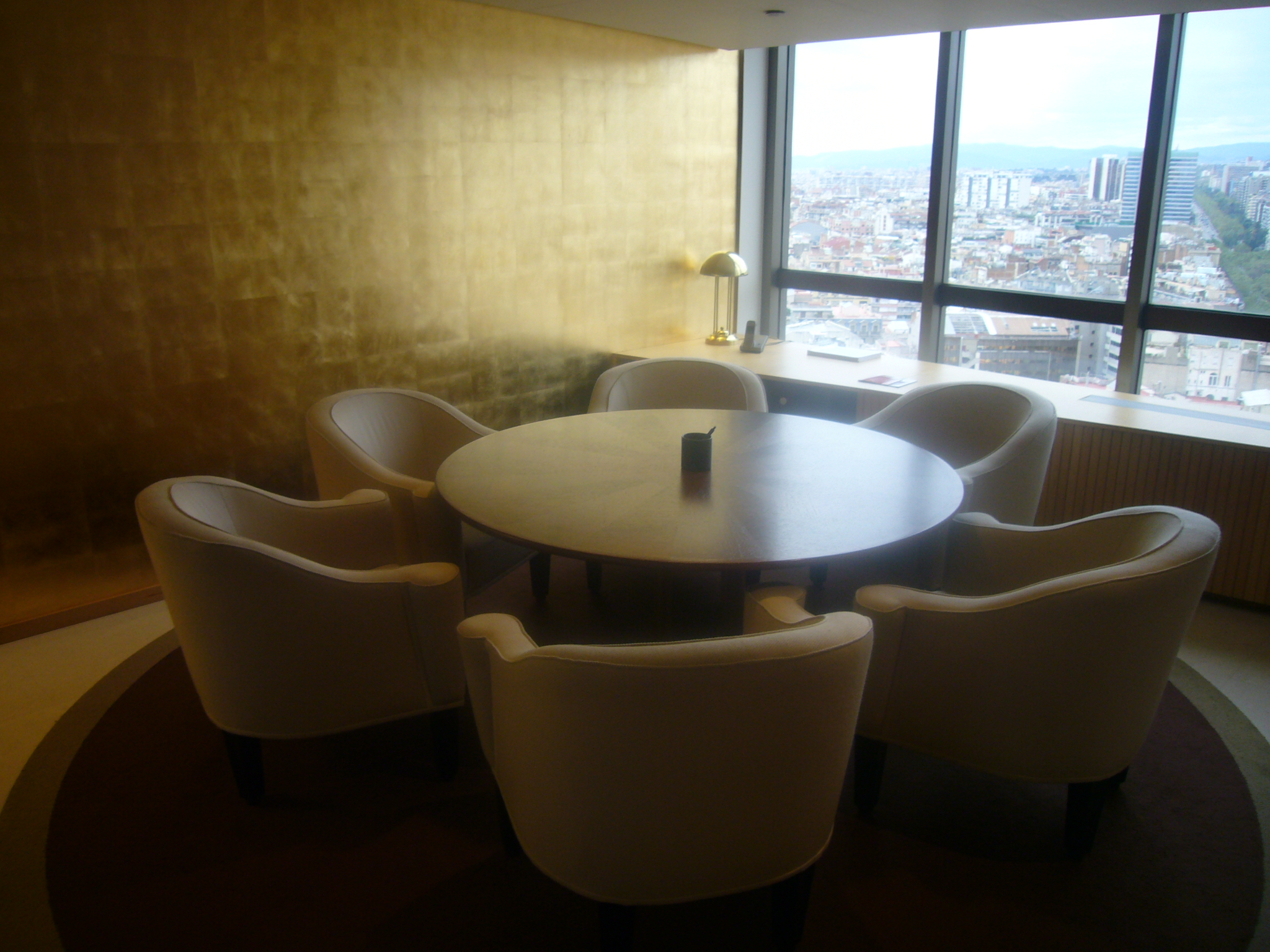
Sala de reunions
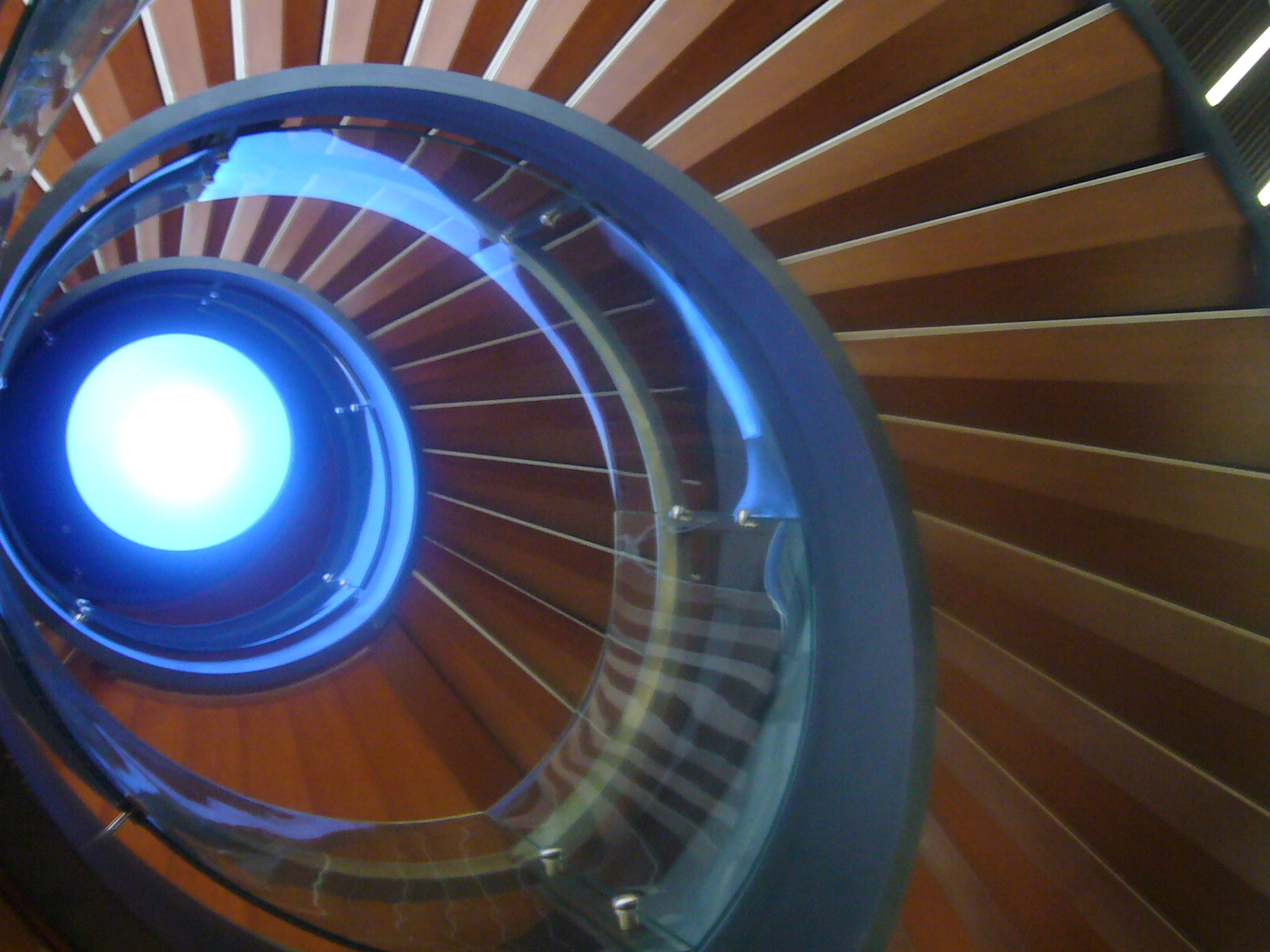
Escala de cargol
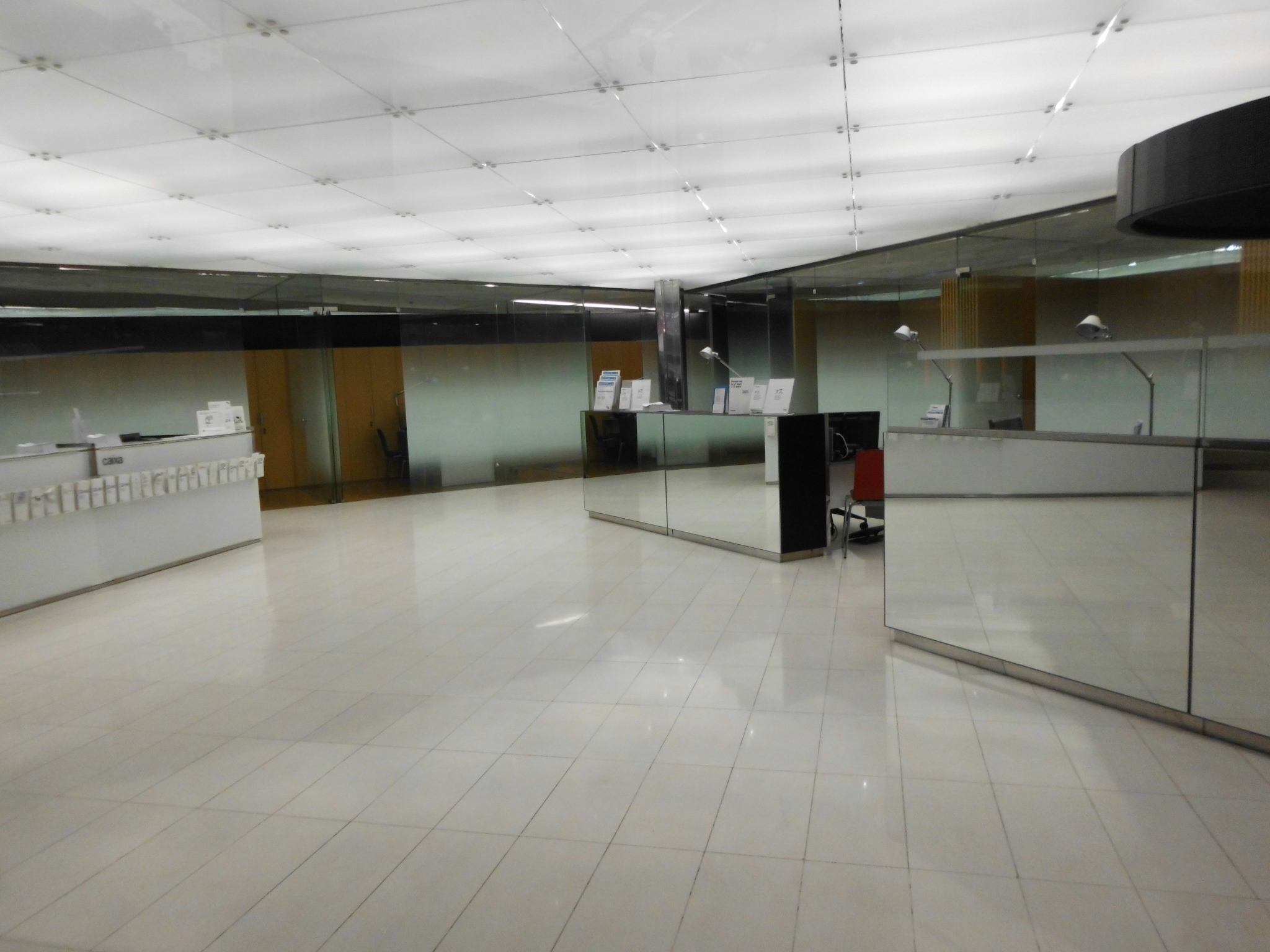
Oficina per als clients